# Stora Östersjön
Stora Östersjön är en sjö i Mönsterås kommun i Småland och ingår i Emån-Alsteråns kustområde.